# El páramo
Pour plus de détails, voir Fiche technique et Distribution.
El páramo est un film d'horreur hispano-colombo-argentin coécrit et réalisé par Jaime Osorio Márquez et sorti le 7 octobre 2011.

## Synopsis
Un commando se retrouve bloqué dans une base militaire abandonnée et, apparemment hantée, située dans une région montagneuse de la Colombie...

## Fiche technique
- Titre original : El páramo
- Titre français :
- Titre québécois : L'Escouade
- Réalisation : Jaime Osorio Márquez
- Scénario : d'après une histoire de Jaime Osorio Márquez
- Direction artistique : Oscar Navarro
- Décors : Alexander Pineda
- Costumes :
- Photographie : Alejandro Moreno
- Son :
- Montage : Felipe Guerrero et Sebastián Hernández
- Musique : Ruy Folguera
- Production : Federico Durán
- Société(s) de production : Alta Films, Rhayuela Films et Sudestada Cine
- Société(s) de distribution :  Alta Films /  Rhayuela Films
- Budget : 1 300 000 $
- Pays d'origine :  Espagne/ Colombie/ Argentine
- Langue : Espagnol
- Format : Couleurs - 35mm - 2.35:1 -  Son Dolby numérique
- Genre : Horreur et guerre
- Durée : 100 minutes
- Dates de sortie :
- Espagne : 10 octobre 2011 (festival international du film de Catalogne)
  -  Colombie : 7 octobre 2011

## Distribution
- Juan David Restrepo : Ramos
- Daniela Catz : la femme
- Andrés Castañeda : le sergent
- Mauricio Navas : le lieutenant
- Mateo Stevel : Parra
- Andres Torres : Arango
- Nelson Camayo : Fiquitiva
- Juan Pablo Barragan : Ponce
- Alejandro Aguilar : Cortez
- Julio César Valencia : Robledo

## Distinctions
- 2011 : Prix du meilleur nouveau talent pour Jaime Osorio Márquez au festival international du film de Catalogne (section Òrbita).

### Nominations
- 1 nomination